# David Saldoni
David Saldoni de Tena (Sallent, 21 de diciembre de 1976) es un político español. Alcalde de la localidad de Sallent de Llobregat desde 2011 hasta 2019, es secretario de organización de Junts per Catalunya y fue diputado al Parlamento de Cataluña de 2021 a 2025.
Desde diciembre de 2019 hasta junio de 2021 fue director general de Transporte y Movilidad de la Generalidad de Cataluña.

## Biografía
Saldoni es licenciado en Administración y Dirección de Empresas por la Universidad de Barcelona. Amplió estudios de Liderazgo y Política Local por la Universidad Autónoma de Barcelona. Del 2000 al 2004 fue secretario de organización de Joventut Nacionalista de Catalunya, brazo juvenil del PEDeCAT.

### Trayectoria
En 1999 fue elegido concejal del Ayuntamiento de Sallent. En las Elecciones generales de España de 2015 fue octavo candidato en la lista de Democràcia i Llibertat para al Congreso de los Diputados.
El 20 de enero de 2018 Saldoni relevó a Miquel Buch al frente de la Asociación Catalana de Municipios y Comarcas